# Gießen 46ers
El Gießen 46ers es un equipo de baloncesto alemán con sede en la ciudad de Gießen, Hesse, que compite en la ProA, la segunda categoría del baloncesto alemán. Disputa sus partidos en el Sporthalle Giessen-Ost, con capacidad para 4.003 espectadores.

## Historia
La sociedad a la que pertenece se fundó en 1846, de ahí viene el apelativo de 46ers (los del 46), pero el equipo de baloncesto no comenzó a funcionar hasta 1937. Su época dorada la vivió en la segunda mitad de la década de los 60, logrando su primer título nacional en 1965, repitiendo en 1967 y 1968. Tras unos años sin títulos, ganaron dos más en 1975 y 1978. En su última temporada, en 2009, acabaron en la penúltima posición del campeonato.
Han ganado la Copa de baloncesto de Alemania en tres ocasiones en 1969, en 1973 y 1979. Los logros más recientes son llegar a semifinales de la BBL en 2005, donde cayeron por 3-1 ante el que sería el campeón, el Bamberg y quedar terceros en 2006 de la Copa de baloncesto de Alemania.
En la temporada 2012-2013 los 46ers bajan por primera vez al quedar los últimos, pero dos años más tarde en 2015 quedan campeones de la ProA y vuelven a la máxima categoría.
Se les conoce en Estados Unidos por ser el último equipo en el que jugó el luchador profesional Kevin Nash (también conocido como Diesel), en la temporada 1980-1981 antes de retirarse del baloncesto por una lesión de rodilla.

## Registro por temporadas
| Temporada | División | Liga | Posición | Play-Offs   | Copa de Alemania |
| --------- | -------- | ---- | -------- | ----------- | ---------------- |
| 2007–08   | 1        | BBL  | 16       | -           | –                |
| 2008–09   | 1        | BBL  | 17       | Desciende   | –                |
| 2009–10   | 1        | BBL  | 14       | -           | –                |
| 2010–11   | 1        | BBL  | 15       | -           | –                |
| 2011-12   | 1        | BBL  | 17       | Desciende   | –                |
| 2012-13   | 1        | BBL  | 18       | Desciende   | -                |
| 2013-14   | 2        | ProA | 4        | Semifinales | -                |
| 2014-15   | 2        | ProA | 3        | Campeones   |                  |
| 2015-16   | 1        | BBL  | 9        | -           |                  |
| 2016-17   | 1        | BBL  | 9        | -           |                  |
| 2017-18   | 1        | BBL  | 11       | -           |                  |
| 2018–19   | 1        | BBL  | 13       | -           | Octavos de final |
| 2019–20   | 1        | BBL  | 13       | -           | Octavos de final |

## Palmarés
- Campeonato de Alemania: 5

1965, 1967, 1968, 1975, 1978
- - Subcampeón: 5

1966, 1969, 1970, 1972, 1973
- Copa de baloncesto de Alemania: 3

1969, 1973, 1979
- - Subcampeón: 4

1980, 1987, 1997, 1999
- ProA: 1

2015

## Jugadores destacados
| - Heiko Schaffartzik - Jannik Freese - Dominic Lockhart - Rouven Roessler - Tim Schwartz - Maurice Jeffers - David Graves - Kevin Nash - Chuck Eidson - Adam Chubb - Louis Campbell |  | - Ryan Brooks - John Fields - John Ofoegbu - Zachary Peacock - LaQuan Prowell - Ángel "Piwi" García - Giorgi Gamqrelidze - Logi Gunnarsson - Ernests Kalve - Martin Kohlmaier |  | - Benjamin Ortner - / Anton Gavel - / Ricky Hickman - / Koko Archibong - / Michael Umeh - / Danny Lewis - / Robert Maras - / Reggie Moore - / Walker Russell |